# وو تشي هوي
وو تشى هوى (بالإنجليزية: Wu Zhihui) (و. 1865 – 1953 م) هو لغوي من الصين .
وهو عضو في الكومينتانغ .
توفي في تايبيه .

## التعليم
تعلم في جامعة إدنبرة.